# Aeroporti a Capo Verde
Questo è una lista degli aeroporti di Capo Verde che da sempre rappresentano un'importante necessità infrastrutturale per l'economia e lo sviluppo del Paese, poiché essendo un arcipelago non è possibile avere collegamenti terrestri tra le principali città. Pertanto, oltre ai frequenti collegamenti marittimi, ogni isola dispone di un aeroporto nazionale, ad eccezione di Brava e Santo Antão.

## Aeroporti internazionali
| Aeroporto                                               | Isola       | Città     | ICAO | IATA |
| Aeroporto Internazionale di Boa Vista Aristides-Pereira | Boa Vista   | Sal Rei   | GVBA | BVC  |
| Aeroporto Internazionale di Praia Nelson Mandela        | Santiago    | Praia     | GVNP | RAI  |
| Aeroporto Internazionale Amílcar Cabral                 | Sal         | Espargos  | GVAC | SID  |
| Aeroporto Internazionale Cesária Évora                  | São Vicente | São Pedro | GVSV | VXE  |

## Aeroporti nazionali
| Aeroporto               | Isola       | Città        | ICAO | IATA |
| Aeroporto di São Filipe | Fogo        | São Filipe   | GVFL | SFL  |
| Aeroporto di Maio       | Maio        | Vila do Maio | GVMA | MMO  |
| Aeroporto di Preguiça   | São Nicolau | Preguiça     | GVSN | SNE  |

## Aeroporti dismessi
| Aeroporto                                 | Isola       | Città        | ICAO | IATA |
| Aeroporto di Esperadinha                  | Brava       |              | GVBR | BVR  |
| Aeroporto di Mosteiros                    | Fogo        | Mosteiros    | GVMT | MTI  |
| Aeroporto Internazionale Francisco Mendes | Santiago    | Praia        | GVFM | RAI  |
| Aeroporto Agostinho Neto                  | Santo Antão | Ponta do Sol | GVAN | NTO  |